# Swisscollections
swisscollections ist ein Metakatalog für Spezialsammlungen in Schweizer Bibliotheken und Archiven. Er wird vom Verein swisscollections getragen und von der Universitätsbibliothek Basel in dessen Auftrag betrieben. 

## Beschreibung

### Inhalte
swisscollections dient als Ergänzung zur landesweiten Schweizer Bibliotheksplattform Swisscovery und soll differenzierte Suchen nach Objekten in Spezialsammlungen ermöglichen. Vorgänger des Plattform ist der Verbundkatalog HAN (Handschriften – Archive – Nachlässe). swisscollections richtet sich an ein primär wissenschaftliches Publikum, das Bibliothekskataloge nicht nur für den Zugang zu Medien benötigt, sondern auch als Quelle forschungsrelevanter Erschliessungsdaten verwendet. Als Metakatalog greift die Suche dabei auf verschiedene Datenpools zu.
Die Plattform ermöglicht Suchabfragen für bibliothekarische Spezialbestände wie Handschriften, Archivbestände inkl. Nachlässe, alte Drucke, Musikalien, Bildbestände, Karten und Bibliographien. Sie ermöglicht den Zugriff auf Sammlungen aktuell der Zentralbibliothek Zürich, der Universitätsbibliothek Basel inklusive des Schweizerischen Wirtschaftsarchivs, der Universitätsbibliothek Bern, der Zentral- und Hochschulbibliothek Luzern, der Kantonsbibliothek Vadiana St. Gallen, der Stiftsbibliothek St. Gallen, der Aargauer Kantonsbibliothek, der Zentralbibliothek Solothurn, der Kantonsbibliothek Thurgau, der Kantonsbibliothek Appenzell Ausserrhoden, der Stadtbibliothek Zofingen, des Chorherrenstifts Beromünster und des Archivs Hermann Rorschach des Archivs für Medizingeschichte der Universität Bern.
Die Plattform kann auch Archivtektoniken abbilden und ermöglicht daher nicht nur eine Suche via Suchschlitz, sondern auch die Navigation entlang des Archivbaums. Nachlässe und Archive können dabei nicht nur nach aufbewahrenden Institutionen gegliedert durchsucht werden. Eine thematische Gliederung fasst inhaltlich verwandte Nachlässe und Archive verschiedener Institutionen zusammen. So werden Archiv- und Nachlassbestände aller beteiligten Einrichtungen zu Themenbereichen wie beispielsweise Musik, Literatur, Wirtschaft oder Politik in je einer Liste angezeigt werden. Auch die Wirtschaftsdokumentation des Schweizerischen Wirtschaftsarchivs zu Sachthemen, Unternehmen und Organisationen sowie Personen des Wirtschaftslebens lässt sich in ihrer Systematik darstellen.
Die Suche in swisscollections umfasst auch mehrere Kantons- und Spezialbibliographien, die sich zudem analog zu den Archiven ebenfalls in ihrer Systematik anzeigen lassen. In die Suchabfrage integriert sind die Kantonsbibliographien Aargauer Bibliographie, Basler Bibliographie, Bibliographie der Berner Geschichte, Solothurner Bibliographie und Zürcher Bibliographie sowie die Spezialbibliographien Bernoulli-Briefinventar und Gottfried-Keller-Bibliographie.
swisscollections ermöglicht es zudem, die Trefferliste einer Suche als Datenpakete inklusive der auf Webportalen wie E-rara oder E-manuscripta publizierten Digitalisate zu exportieren und so mit geringem Aufwand Text- und Bildkorpora zusammenzustellen.

### Technik
swisscollections wird ausschliesslich mit Open-Source-Software betrieben. Für die Nutzeroberfläche wird VuFind verwendet, für die Suchmaschine Apache Solr, für die Datendrehscheibe Apache Kafka und für die Infrastruktur Kubernetes.
Im Gegensatz zu Swisscovery, über das ausschliesslich Daten aus dem Bibliothekssystem Alma abgefragt werden können, können in swisscollections weitere Systeme integriert werden. So werden neben Daten aus Alma auch mit CMI Star erschlossenen Archivbestände der Zentralbibliothek Zürich angezeigt.

## Trägerschaft und Geschäftsstelle
swisscollections wird im Auftrag des Vereins Swisscollections betrieben. Mitglieder des Vereins sind die Kantonsbibliothek Aargau, die Kantonsbibliothek Appenzell Ausserrhoden, die Kantonsbibliothek Vadiana St. Gallen, die Stiftsbibliothek St. Gallen, die Universitätsbibliothek Basel, die Universitätsbibliothek Bern, die Zentral- und Hochschulbibliothek Luzern, die Zentralbibliothek Solothurn und die Zentralbibliothek Zürich. Nicht alle Einrichtungen, auf deren Daten via swisscollections zugegriffen werden kann, sind Mitglieder des Vereins.
Von der Trägerschaft mit dem Betrieb und der Koordination von swisscollections beauftragt ist die Universitätsbibliothek Basel.

## Geschichte

### Entstehung
swisscollections entstand als Nachfolger des vom Verein HAN (Handschriften, Archive, Nachlässe) getragenen Verbund Handschriften – Archive – Nachlässe (HAN). Der Verbund HAN wurde im Zuge der Gründung von SLSP und der Lancierung von Swisscovery als gesamtschweizerischer Suchplattform für die Bestände wissenschaftlicher Bibliotheken aufgelöst. Die an HAN beteiligten Einrichtungen wünschten sich Suchoptionen, die die Möglichkeiten Bibliothekssystem Alma, auf das die an SLSP beteiligten Bibliotheken für die Erschliessung wechselten, und der Suchoberfläche Swisscovery überstiegen.
Für die Trägerschaft von swisscollections wurde der HAN-Trägerverein auf den 1. Januar 2021 in «swisscollections» umbenannt. Die Vereinsstatuten wurden den neuen Zwecken angepasst. Die HAN-Koordinationsstelle an der Universitätsbibliothek Basel übernahm die Koordination von swisscollection. Die IT-Abteilung der UB Basel, die die von Swisscovery abgelöste gesamtschweizerische Suchoberfläche Swissbib entwickelt und betrieben hatte, wurde mit dem Aufbau, dem Betrieb und der Weiterentwicklung der Suchoberfläche von Swisscollections betraut. Als Software wurden dieselben Open-Source-Produkte gewählt, die bereits für Swissbib genutzt wurden.
Online ging swisscollections am 5. Mai 2021. Im Gegensatz zu HAN beschränkten sich die Inhalte von Anfang an nicht auf Handschriften, Archive und Nachlässe, sondern umfassten auch alte Drucke, Rara, Bildbestände, Musikalien und Bibliografien.

### Weitere Entwicklung
Seit ihrem Livegang wird die Plattform swisscollections laufend weiterentwickelt. Eine sehr grosse und wichtige Weiterentwicklung ist die im Herbst 2024 gemeinsam mit dem ZB-Lab der Zentralbibliothek Zürich entwickelte Exportfunktion für Bibliotheksdaten und Digitalisate.